# Copa América 1979
De Copa América 1979 was een voetbaltoernooi van 18 juli tot 11 december 1979. Er was geen gastland. De wedstrijden werden door het jaar gespeeld in alle landen.
Alle landen van de CONMEBOL deden mee.
De landen werden drie groepen verdeeld van drie teams. De nummers één gingen samen met Peru (winnaar vorige editie) door naar de halve finales.
De puntenverdeling was als volgt:
- Twee punten voor winst
- Eén punt voor gelijkspel
- Nul punten voor verlies

## Deelnemende landen
| Land       | Aantal deelnames | Huidig aantal deelnames op rij | Vorige deelname |
| ---------- | ---------------- | ------------------------------ | --------------- |
| Argentinië | 28ste            | 9                              | 1975            |
| Bolivia    | 12de             | 4                              | 1975            |
| Brazilië   | 22ste            | 2                              | 1975            |
| Chili      | 24ste            | 3                              | 1975            |
| Colombia   | 7de              | 2                              | 1975            |
| Ecuador    | 13de             | 2                              | 1975            |
| Paraguay   | 22ste            | 6                              | 1975            |
| Peru (t)   | 17de             | 2                              | 1975            |
| Uruguay    | 29ste            | 3                              | 1975            |
| Venezuela  | 3de              | 3                              | 1975            |

- (t) = titelverdediger

## Scheidsrechters
De organisatie nodigde in totaal 18 scheidsrechters uit voor 25 duels. Tussen haakjes staat het aantal gefloten duels tijdens de Copa América 1979.

## Groepsfase

### Groep A
| Land      | Wed | Win | Gel | Ver | DV | DT | +/− | Pnt |
| --------- | --- | --- | --- | --- | -- | -- | --- | --- |
| Chili     | 4   | 2   | 1   | 1   | 10 | 2  | +8  | 5   |
| Colombia  | 4   | 2   | 1   | 1   | 5  | 2  | +3  | 5   |
| Venezuela | 4   | 0   | 2   | 2   | 1  | 12 | –11 | 2   |

|                                    |           |       |          |                                                                                         |
| 1 augustus 1979 «onderlinge duels» | Venezuela | 0 – 0 | Colombia | Estadio Pueblo Nuevo, San Cristóbal Toeschouwers: 40.000 Scheidsrechter: Luis Barrancos |
| 1 augustus 1979 «onderlinge duels» |           |       |          | Estadio Pueblo Nuevo, San Cristóbal Toeschouwers: 40.000 Scheidsrechter: Luis Barrancos |

|                                    |                      |       |                  |                                                                                       |
| 8 augustus 1979 «onderlinge duels» | Venezuela            | 1 – 1 | Chili            | Estadio Pueblo Nuevo, San Cristóbal Toeschouwers: 14.000 Scheidsrechter: César Pagano |
| 8 augustus 1979 «onderlinge duels» | Rodolfo Carvajal 70' |       | 81' Jorge Peredo | Estadio Pueblo Nuevo, San Cristóbal Toeschouwers: 14.000 Scheidsrechter: César Pagano |

|                                     |                  |       |       |                                                                                     |
| 15 augustus 1979 «onderlinge duels» | Colombia         | 1 – 0 | Chili | Estadio El Campín, Bogotá Toeschouwers: 45.000 Scheidsrechter: Romualdo Arppi Filho |
| 15 augustus 1979 «onderlinge duels» | Ernesto Díaz 35' |       |       | Estadio El Campín, Bogotá Toeschouwers: 45.000 Scheidsrechter: Romualdo Arppi Filho |

|                                     |                                                                             |       |           |                                                                                |
| 22 augustus 1979 «onderlinge duels» | Colombia                                                                    | 4 – 0 | Venezuela | Estadio El Campín, Bogotá Toeschouwers: 40.000 Scheidsrechter: Carlos Espósito |
| 22 augustus 1979 «onderlinge duels» | Arnoldo Iguarán 17' Félix Valverde 53' Gabriel Chaparro 59' Jaime Morón 86' |       |           | Estadio El Campín, Bogotá Toeschouwers: 40.000 Scheidsrechter: Carlos Espósito |

|                                     | |       |           |                                                                              |
| 29 augustus 1979 «onderlinge duels» | Chili | 7 – 0 | Venezuela | Estadio Nacional, Santiago Toeschouwers: 70.000 Scheidsrechter: Enrique Labó |
| 29 augustus 1979 «onderlinge duels» | Jorge Peredo 3' Carlos Rivas 38' Carlos Rivas 54' Jorge Peredo 59' Leonardo Véliz 76' Mario Soto 80' Patricio Yáñez 84' |       |           | Estadio Nacional, Santiago Toeschouwers: 70.000 Scheidsrechter: Enrique Labó |

|                                     |                                     |       |          |                                                                                  |
| 5 september 1979 «onderlinge duels» | Chili                               | 2 – 0 | Colombia | Estadio Nacional, Santiago Toeschouwers: 85.000 Scheidsrechter: Wilfrido Cáceres |
| 5 september 1979 «onderlinge duels» | Carlos Caszely 15' Jorge Peredo 58' |       |          | Estadio Nacional, Santiago Toeschouwers: 85.000 Scheidsrechter: Wilfrido Cáceres |

### Groep B
| Land       | Wed | Win | Gel | Ver | DV | DT | +/− | Pnt |
| ---------- | --- | --- | --- | --- | -- | -- | --- | --- |
| Brazilië   | 4   | 2   | 1   | 1   | 7  | 5  | +2  | 5   |
| Bolivia    | 4   | 2   | 0   | 2   | 4  | 7  | –3  | 4   |
| Argentinië | 4   | 1   | 1   | 2   | 7  | 6  | –1  | 3   |

|                                 |                   |       |            |                                                                                    |
| 18 juli 1979 «onderlinge duels» | Bolivia           | 2 – 1 | Argentinië | Estadio Hernando Siles, La Paz Toeschouwers: 40.000 Scheidsrechter: Octavio Sierra |
| 18 juli 1979 «onderlinge duels» | Reynaldo 29', 66' |       | López 5'   | Estadio Hernando Siles, La Paz Toeschouwers: 40.000 Scheidsrechter: Octavio Sierra |

|                                 |                          |       |                             |                                                                                     |
| 26 juli 1979 «onderlinge duels» | Bolivia                  | 2 – 1 | Brazilië                    | Estadio Hernando Siles, La Paz Toeschouwers: 40.000 Scheidsrechter: Octavio Sánchez |
| 26 juli 1979 «onderlinge duels» | Aragonés 36' (pen.), 63' |       | Roberto Dinamite 30' (pen.) | Estadio Hernando Siles, La Paz Toeschouwers: 40.000 Scheidsrechter: Octavio Sánchez |

|                                    |                  |       |            |                                                                                        |
| 2 augustus 1979 «onderlinge duels» | Brazilië         | 2 – 1 | Argentinië | Estádio do Maracanã, Rio de Janeiro Toeschouwers: 130.000 Scheidsrechter: Edison Pérez |
| 2 augustus 1979 «onderlinge duels» | Zico 2' Tita 54' |       | Coscia 29' | Estádio do Maracanã, Rio de Janeiro Toeschouwers: 130.000 Scheidsrechter: Edison Pérez |

|                                    |                                        |       |         |                                                                                           |
| 8 augustus 1979 «onderlinge duels» | Argentinië                             | 3 – 0 | Bolivia | Estadio José Amalfitani, Buenos Aires Toeschouwers: 30.000 Scheidsrechter: Sergio Vázquez |
| 8 augustus 1979 «onderlinge duels» | Passarella 1' Gáspari 15' Maradona 65' |       |         | Estadio José Amalfitani, Buenos Aires Toeschouwers: 30.000 Scheidsrechter: Sergio Vázquez |

|                                     |                   |       |         |                                                                                          |
| 16 augustus 1979 «onderlinge duels» | Brazilië          | 2 – 0 | Bolivia | Estádio do Morumbi, São Paulo Toeschouwers: 50.000 Scheidsrechter: José Vergara Guerrero |
| 16 augustus 1979 «onderlinge duels» | Tita 46' Zico 90' |       |         | Estádio do Morumbi, São Paulo Toeschouwers: 50.000 Scheidsrechter: José Vergara Guerrero |

|                                     |                         |       |                          |                                                                                     |
| 23 augustus 1979 «onderlinge duels» | Argentinië              | 2 – 2 | Brazilië                 | Estadio Monumental, Buenos Aires Toeschouwers: 68.000 Scheidsrechter: Roque Cerullo |
| 23 augustus 1979 «onderlinge duels» | Passarella 38' Díaz 71' |       | Sócrates 17', 65' (pen.) | Estadio Monumental, Buenos Aires Toeschouwers: 68.000 Scheidsrechter: Roque Cerullo |

### Groep C
| Land     | Wed | Win | Gel | Ver | DV | DT | +/− | Pnt |
| -------- | --- | --- | --- | --- | -- | -- | --- | --- |
| Paraguay | 4   | 2   | 2   | 0   | 6  | 3  | +3  | 6   |
| Uruguay  | 4   | 1   | 2   | 1   | 5  | 5  | 0   | 4   |
| Ecuador  | 4   | 1   | 0   | 3   | 4  | 7  | –3  | 2   |

|                                     |                          |       |                            |                                                                                        |
| 29 augustus 1979 «onderlinge duels» | Ecuador                  | 1 – 2 | Paraguay                   | Estadio Olímpico Atahualpa, Quito Toeschouwers: 45.000 Scheidsrechter: Carlos Espósito |
| 29 augustus 1979 «onderlinge duels» | Torres Garcés 64' (pen.) |       | Talavera 22' Solalinde 77' | Estadio Olímpico Atahualpa, Quito Toeschouwers: 45.000 Scheidsrechter: Carlos Espósito |

|                                     |                       |       |                      |                                                                                             |
| 5 september 1979 «onderlinge duels» | Ecuador               | 2 – 1 | Uruguay              | Estadio Olímpico Atahualpa, Quito Toeschouwers: 30.000 Scheidsrechter: Romualdo Arppi Filho |
| 5 september 1979 «onderlinge duels» | Tenorio 6' Alarcón 9' |       | Victorino 79' (pen.) | Estadio Olímpico Atahualpa, Quito Toeschouwers: 30.000 Scheidsrechter: Romualdo Arppi Filho |

|                                      |                      |       |         |                                                                                 |
| 13 september 1979 «onderlinge duels» | Paraguay             | 2 – 0 | Ecuador | Defensores del Chaco, Asunción Toeschouwers: 25.000 Scheidsrechter: Abel Gnecco |
| 13 september 1979 «onderlinge duels» | Morel 27' Osorio 48' |       |         | Defensores del Chaco, Asunción Toeschouwers: 25.000 Scheidsrechter: Abel Gnecco |

|                                      |                             |       |             |                                                                                    |
| 16 september 1979 «onderlinge duels» | Uruguay                     | 2 – 1 | Ecuador     | Estadio Centenario, Montevideo Toeschouwers: 25.000 Scheidsrechter: Oscar Scolfaro |
| 16 september 1979 «onderlinge duels» | Bica 4' Victorino 57' (pen) |       | Klinger 77' | Estadio Centenario, Montevideo Toeschouwers: 25.000 Scheidsrechter: Oscar Scolfaro |

|                                      |          |       |         |                                                                                    |
| 20 september 1979 «onderlinge duels» | Paraguay | 0 – 0 | Uruguay | Defensores del Chaco, Asunción Toeschouwers: 25.000 Scheidsrechter: Sergio Vásquez |
| 20 september 1979 «onderlinge duels» |          |       |         | Defensores del Chaco, Asunción Toeschouwers: 25.000 Scheidsrechter: Sergio Vásquez |

|                                      |                          |       |                |                                                                                  |
| 26 september 1979 «onderlinge duels» | Uruguay                  | 2 – 2 | Paraguay       | Estadio Centenario, Montevideo Toeschouwers: 18.000 Scheidsrechter: Edison Pérez |
| 26 september 1979 «onderlinge duels» | Milar 54' (pen.) Paz 83' |       | Morel 34', 88' | Estadio Centenario, Montevideo Toeschouwers: 18.000 Scheidsrechter: Edison Pérez |

## Knock-outfase
|  | Halve finale | Halve finale  | Halve finale |   |            | Finale | Finale | Finale |
|  |              |               |              |   |            |        |        |        |
|  | Peru         | 1             | 0            |   |            |        |        |        |
|  | Chili        | 2             | 0            |   |            |        |        |        |
|  | Chili        | 2             | 0            |   | Chili (0)* | 3      | 0      |        |
|  |              |               |              |   | Chili (0)* | 3      | 0      |        |
|  |              | Paraguay (0)* | 0            | 1 |            |        |        |        |
|  | Paraguay     | Paraguay (0)* | 0            | 1 | 2          | 2      |        |        |
|  | Paraguay     |               |              |   | 2          | 2      |        |        |
|  | Brazilië     | 1             | 2            |   |            |        |        |        |

- replay

### Halve finales
|                                    |              |       |                  |                                                                         |
| 17 oktober 1979 «onderlinge duels» | Peru         | 1 – 2 | Chili            | Estadio Nacional, Lima Toeschouwers: 50.000 Scheidsrechter: Arppi Filho |
| 17 oktober 1979 «onderlinge duels» | Mosquera 71' |       | Caszely 36', 76' | Estadio Nacional, Lima Toeschouwers: 50.000 Scheidsrechter: Arppi Filho |

|                                    |       |       |      |                                                                                        |
| 24 oktober 1979 «onderlinge duels» | Chili | 0 – 0 | Peru | Estadio Nacional, Santiago Toeschouwers: 75.000 Scheidsrechter: Juan Daniel Cardellino |
| 24 oktober 1979 «onderlinge duels» |       |       |      | Estadio Nacional, Santiago Toeschouwers: 75.000 Scheidsrechter: Juan Daniel Cardellino |

|                                    |                           |       |              |                                                                                    |
| 24 oktober 1979 «onderlinge duels» | Paraguay                  | 2 – 1 | Brazilië     | Defensores del Chaco, Asunción Toeschouwers: 50.000 Scheidsrechter: Ramón Barretto |
| 24 oktober 1979 «onderlinge duels» | E. Morel 16' Talavera 35' |       | Palhinha 79' | Defensores del Chaco, Asunción Toeschouwers: 50.000 Scheidsrechter: Ramón Barretto |

|                                    |                                |       |                         |                                                                               |
| 31 oktober 1979 «onderlinge duels» | Brazilië                       | 2 – 2 | Paraguay                | Maracaná, Rio de Janeiro Toeschouwers: 80.000 Scheidsrechter: Carlos Espósito |
| 31 oktober 1979 «onderlinge duels» | Falcão 29' Sócrates 61' (pen.) |       | M. Morel 31' Romero 68' | Maracaná, Rio de Janeiro Toeschouwers: 80.000 Scheidsrechter: Carlos Espósito |

### Finale
|                                     |                              |       |       |                                                                                           |
| 28 november 1979 «onderlinge duels» | Paraguay                     | 3 – 0 | Chili | Defensores del Chaco, Asunción Toeschouwers: 40.000 Scheidsrechter: Luis Gregorio da Rosa |
| 28 november 1979 «onderlinge duels» | Romero 12', 85' M. Morel 36' |       |       | Defensores del Chaco, Asunción Toeschouwers: 40.000 Scheidsrechter: Luis Gregorio da Rosa |

|                                    |           |       |          |                                                                               |
| 5 december 1979 «onderlinge duels» | Chili     | 1 – 0 | Paraguay | Estadio Nacional, Santiago Toeschouwers: 55.000 Scheidsrechter: Ramón Barreto |
| 5 december 1979 «onderlinge duels» | Rivas 10' |       |          | Estadio Nacional, Santiago Toeschouwers: 55.000 Scheidsrechter: Ramón Barreto |

### Finale play-off
|                                     |          |              |       |                                                                                                |
| 11 december 1979 «onderlinge duels» | Paraguay | 0 – 0 (n.v.) | Chili | Estadio José Amalfitani, Buenos Aires Toeschouwers: 6.000 Scheidsrechter: Arnaldo Cézar Coelho |
| 11 december 1979 «onderlinge duels» |          |              |       | Estadio José Amalfitani, Buenos Aires Toeschouwers: 6.000 Scheidsrechter: Arnaldo Cézar Coelho |

|                               |
| Vlag van Paraguay (1954-1988) |
| PARAGUAY 2de titel            |

## Doelpuntenmakers
4 doelpunten
- Jorge Peredo
- Eugenio Morel

3 doelpunten
- Sócrates
- Carlos Caszely
- Carlos Rivas
- Julio César Romero

2 doelpunten
- Daniel Passarella
- Carlos Aragonés
- Jesús Reynaldo

- Tita
- Zico
- Milcíades Morel

- Hugo Talavera
- Waldemar Victorino

1 doelpunt
- Hugo Coscia
- Roberto Osvaldo Díaz
- Jorge Gáspari
- Carlos Angel López
- Diego Maradona
- Paulo Roberto Falcão
- Palhinha
- Roberto Dinamite
- Mario Soto

- Leonardo Véliz
- Patricio Yáñez
- Gabriel Chaparro
- Ernesto Díaz
- Arnoldo Iguarán
- Jaime Morón
- Félix Valverde
- Jorge Luis Alarcón
- Fausto Klinger

- Mario Tenorio
- Carlos Torres Garcés
- Juvencio Osorio
- Alicio Solalinde
- Robert Mosquera
- Alberto Bica
- Denis Milar
- Rubén Paz
- Rodolfo Carbajal

1916 · 
1917 · 
1919 · 
1920 · 
1921 · 
1922 · 
1923 · 
1924 · 
1925 · 
1926 · 
1927 · 
1929 · 
1935 · 
1937 · 
1939 · 
1941 · 
1942 · 
1945 · 
1946 · 
1947 · 
1949 · 
1953 · 
1955 · 
1956 · 
1957 · 
1959 · 
1959 · 
1963 · 
1967 · 
1975 · 
1979 · 
1983 · 
1987 · 
1989 · 
1991 · 
1993 · 
1995 · 
1997 · 
1999 · 
2001 · 
2004 · 
2007 · 
2011 · 
2015 · 
2016 ·
2019 ·
2021 ·
2024